# Warszawa 1935 Wola
Warszawa 1935 Wola – polski film animowany w technice 3D z 2016, w reżyserii Tomasza Gomoły. Premiera telewizyjna odbyła się 9 kwietnia 2016 na kanale TVP1 z okazji 100-lecia przyłączenia Woli do Warszawy.

## Tematyka
Film jest pierwszą w historii próbą animowanej rekonstrukcji przedwojennej Woli. Celem produkcji było pokazanie oryginalnej zabudowy tej części Warszawy, zniszczonej w wyniku działań II wojny światowej. Autorzy w głównej mierze skupili się na ukazaniu przemysłowego charakteru dzielnicy oraz jej najbardziej rozpoznawalnych obiektów z okresu dwudziestolecia międzywojennego, czyli Kercelaka oraz kompleksu gazowni warszawskiej na Woli.

## Historia
Twórcami filmu byli wcześniejsi autorzy filmu animowanego Warszawa 1935 z 2013. Reżyserem i scenarzystą filmu był ponownie Tomasz Gomoła. Producentem filmu jest Polskie Górnictwo Naftowe i Gazownictwo. Film miał swoją telewizyjną premierę 9 kwietnia 2016 na kanale TVP1 o godzinie 16:40 z okazji 100-lecia przyłączenia Woli do Warszawy po czym został udostępniony w serwisie Rozgrzewamy Polskie Serca.